# جیمز روبرتز (شناگر)
جیمز روبرتز (به انگلیسی: James Roberts) (زادهٔ ۱۱ آوریل ۱۹۹۱) شناگر اهل استرالیا است.